# Platybelodon
A Platybelodon az emlősök (Mammalia) osztályának ormányosok (Proboscidea) rendjébe, ezen belül a fosszilis Amebelodontidae családjába tartozó nem.

## Előfordulásuk
A Platybelodon nevű ormányosnem fajai a középső miocén korszak idején éltek, mintegy 15-10 millió évvel ezelőtt. Maradványaikat Afrikában, Ázsiában és a Kaukázusban találták meg.

## Megjelenésük
Az állat állkapocscsontja meghosszabbodott, ásó vagy véső alakú lett; ennek végén a két metszőfog előrenyúlt és elagyarosodott. Ennek a tulajdonságnak köszönhetően az őslénykutatók sokáig úgy vélték, hogy a Platybelodonok az élőhelyeiken levő mocsarakból eme megnyúlt szájukkal emelték ki a táplálékul szolgáló vízinövényeket. Rendes agyaraik is voltak, azonban azok nem nőttek nagyra, mint a mai elefántoknál. Az újabb kövületek és kutatások következtében a tudósok megfigyelték, hogy az agyarakon és metszőfogakon erős kopásnyomok vannak; tehát meglehet, hogy az állatok valójában nem vízinövényeket, hanem a fák kérgeit, valamint ágait hántották le.
A csontvázak alapján az őslénykutatók kiszámították, hogy a Platybelodonok körülbelül 3-4,5 méter hosszúak, 2-2,2 méter magasak és 2 tonna tömegűek lehettek. Az ormányuk a testükhöz képest rövid volt.

## Rendszerezés
A nembe az alábbi 4 faj tartozik:
- Platybelodon beliajevae Alexeeva, 1971
- Platybelodon danovi Borissiak, 1928 - típusfaj
- Platybelodon grangeri Osborn, 1929
- Platybelodon tongxinensis Chen, 1978

## Képek

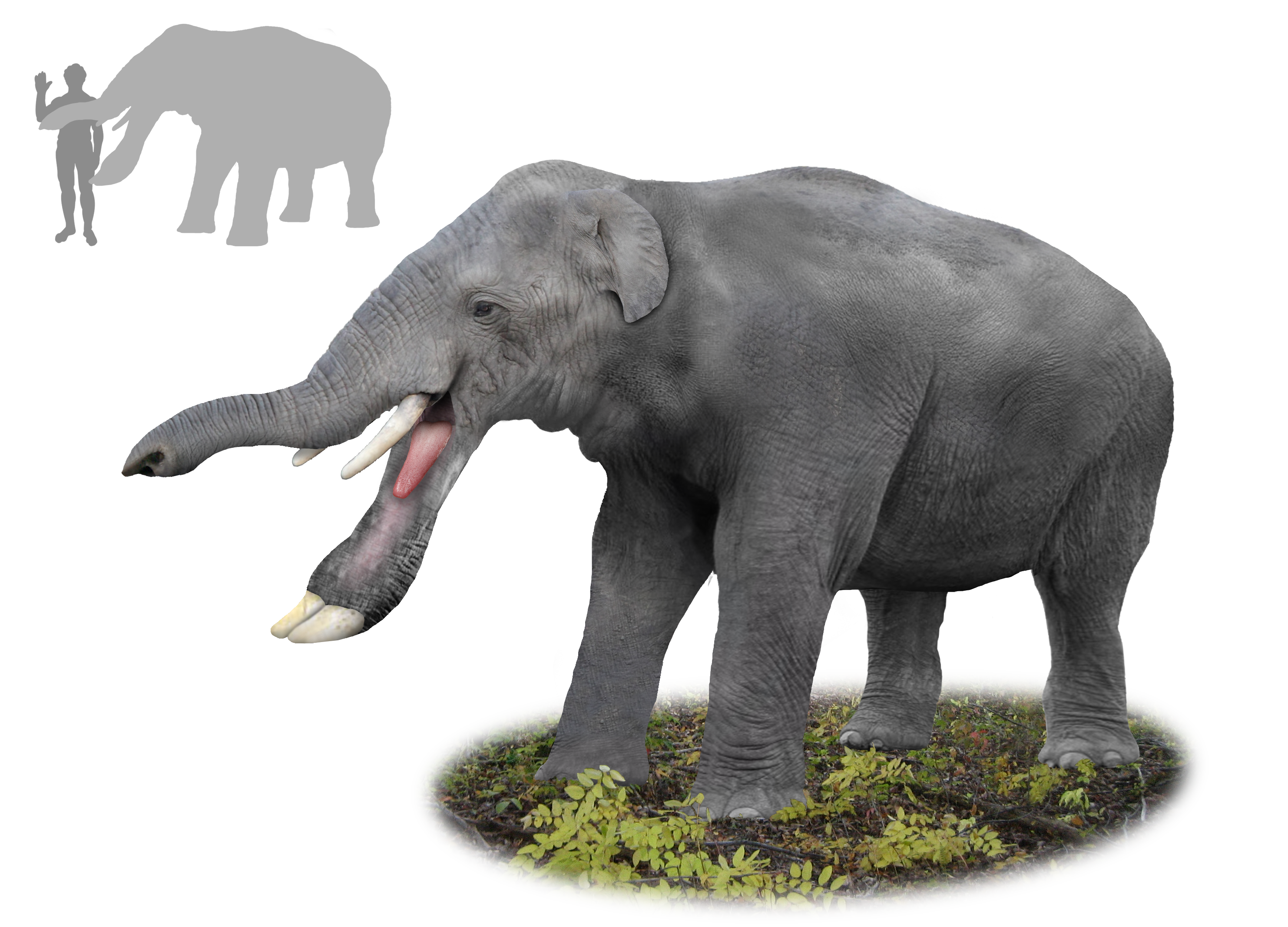
Rekonstruált P. grangeri, valamint az ember és az állat méretének összehasonlítása
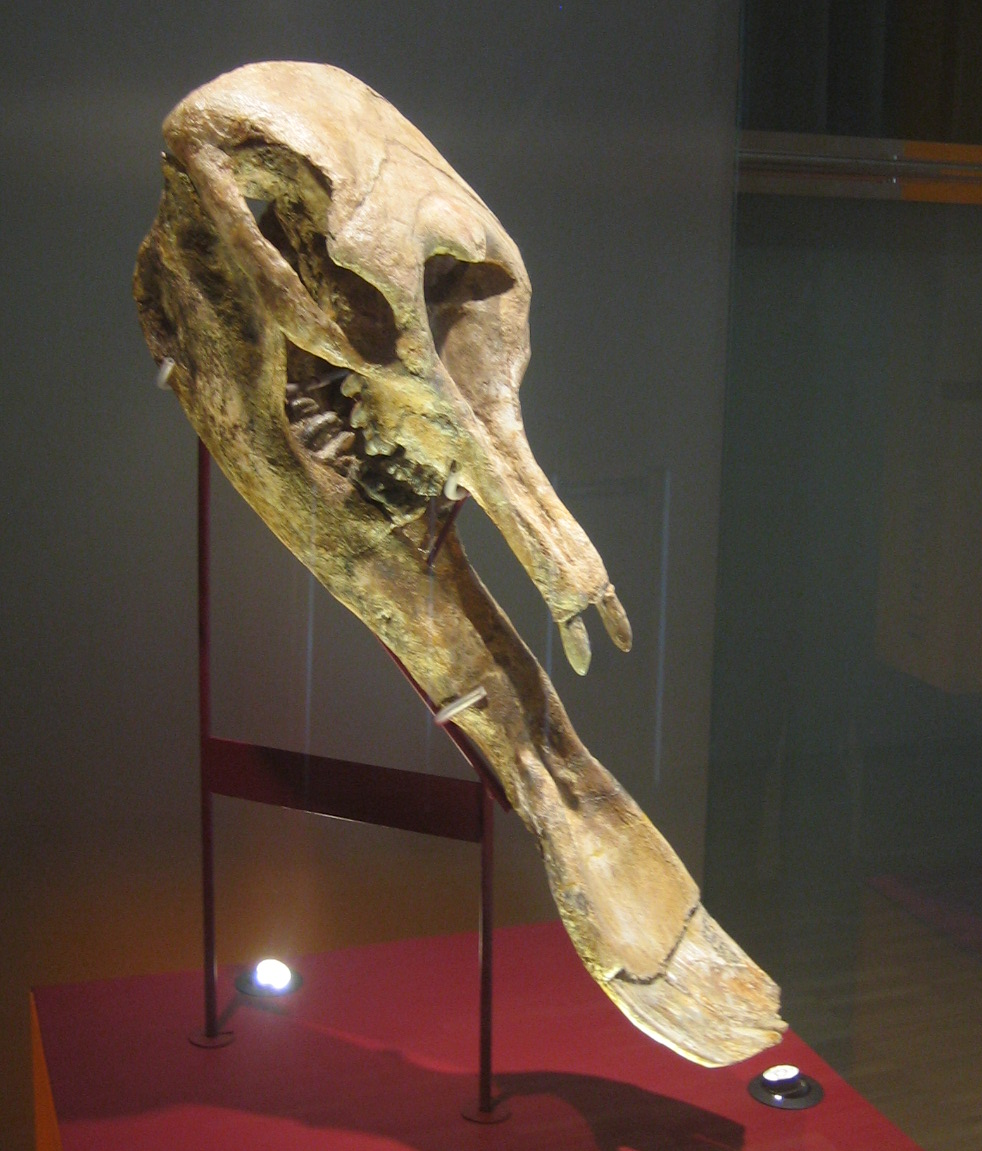
P. grangeri koponya
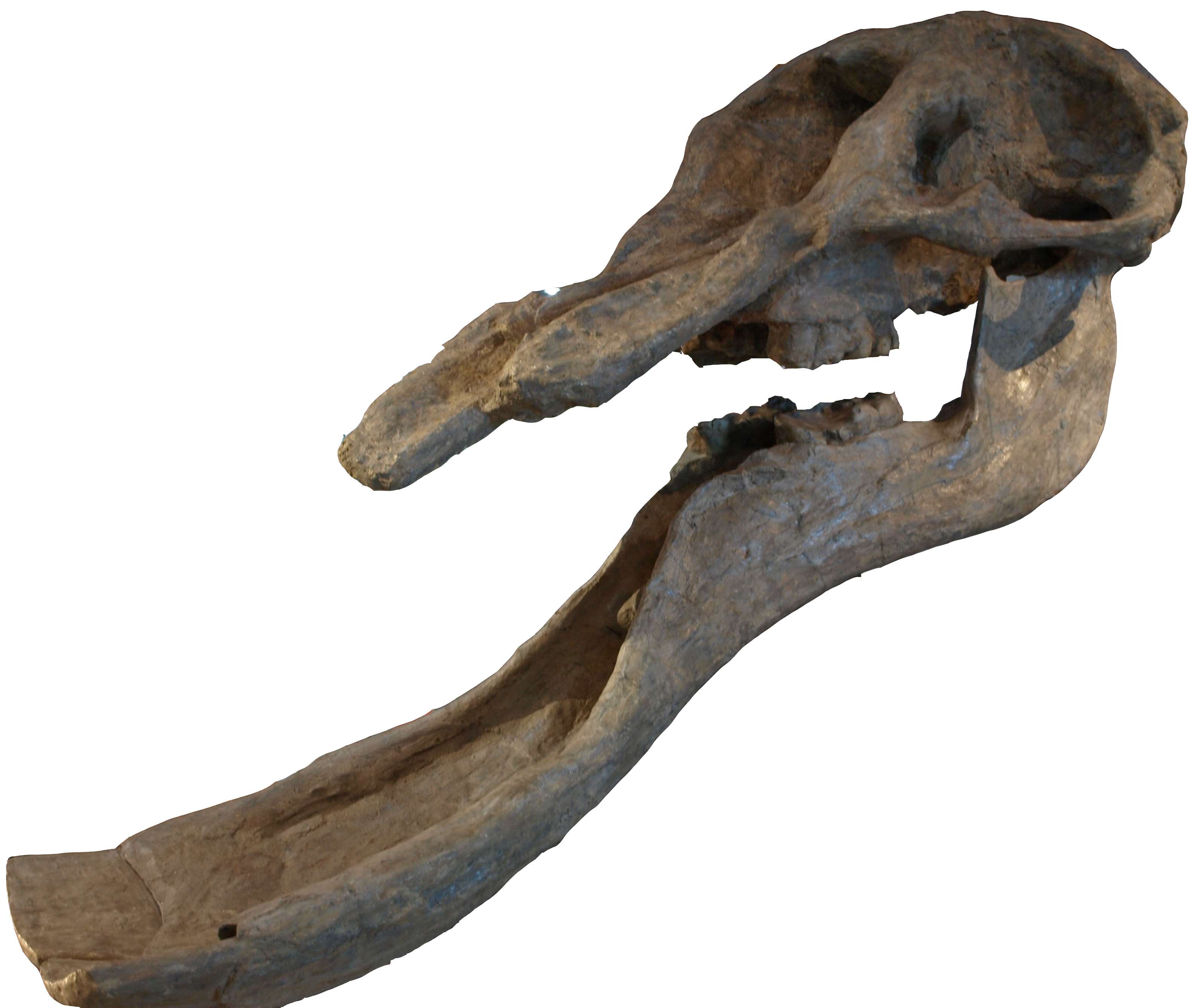
P. grangeri koponya
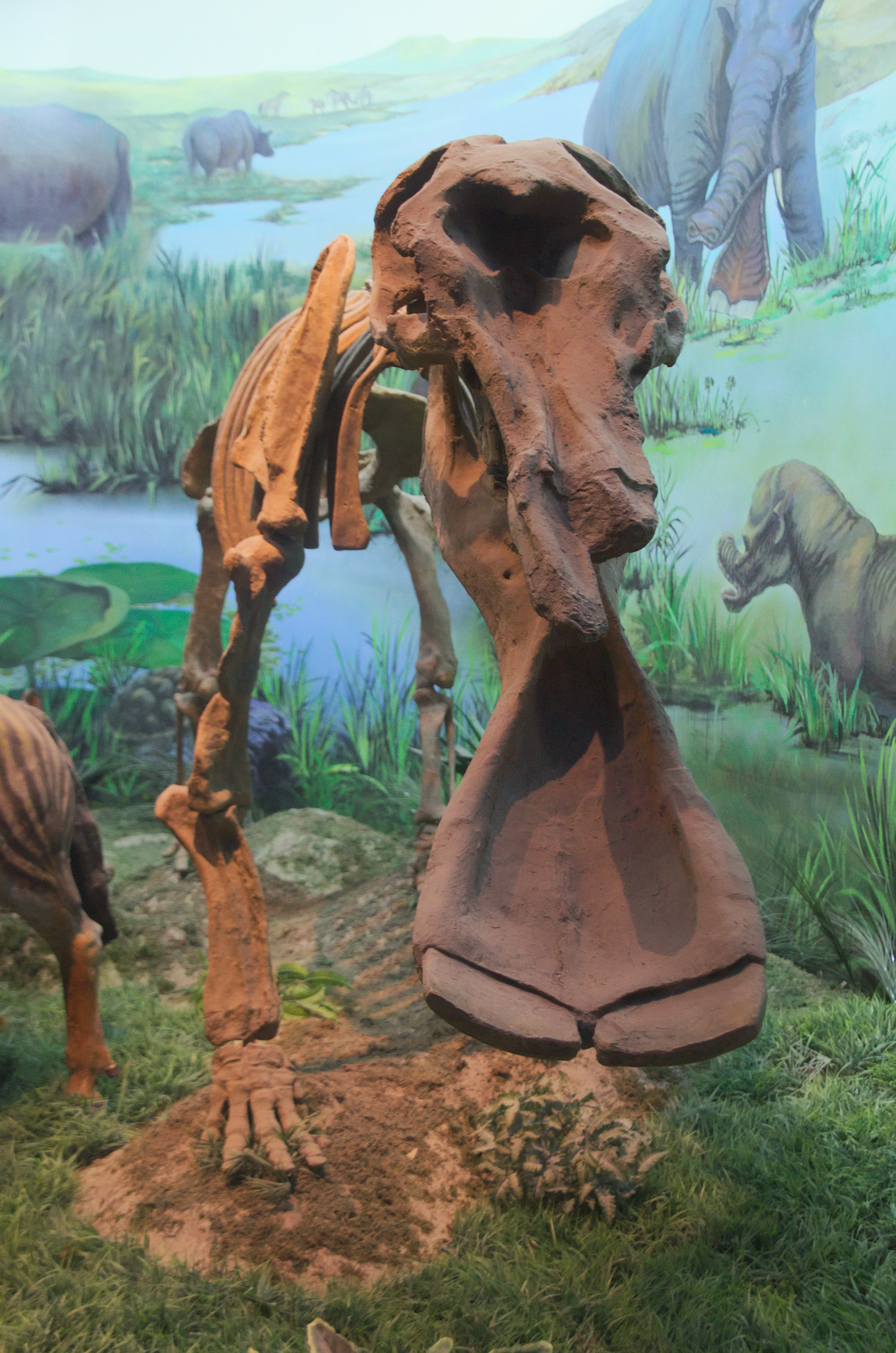
P. grangeri csontváz
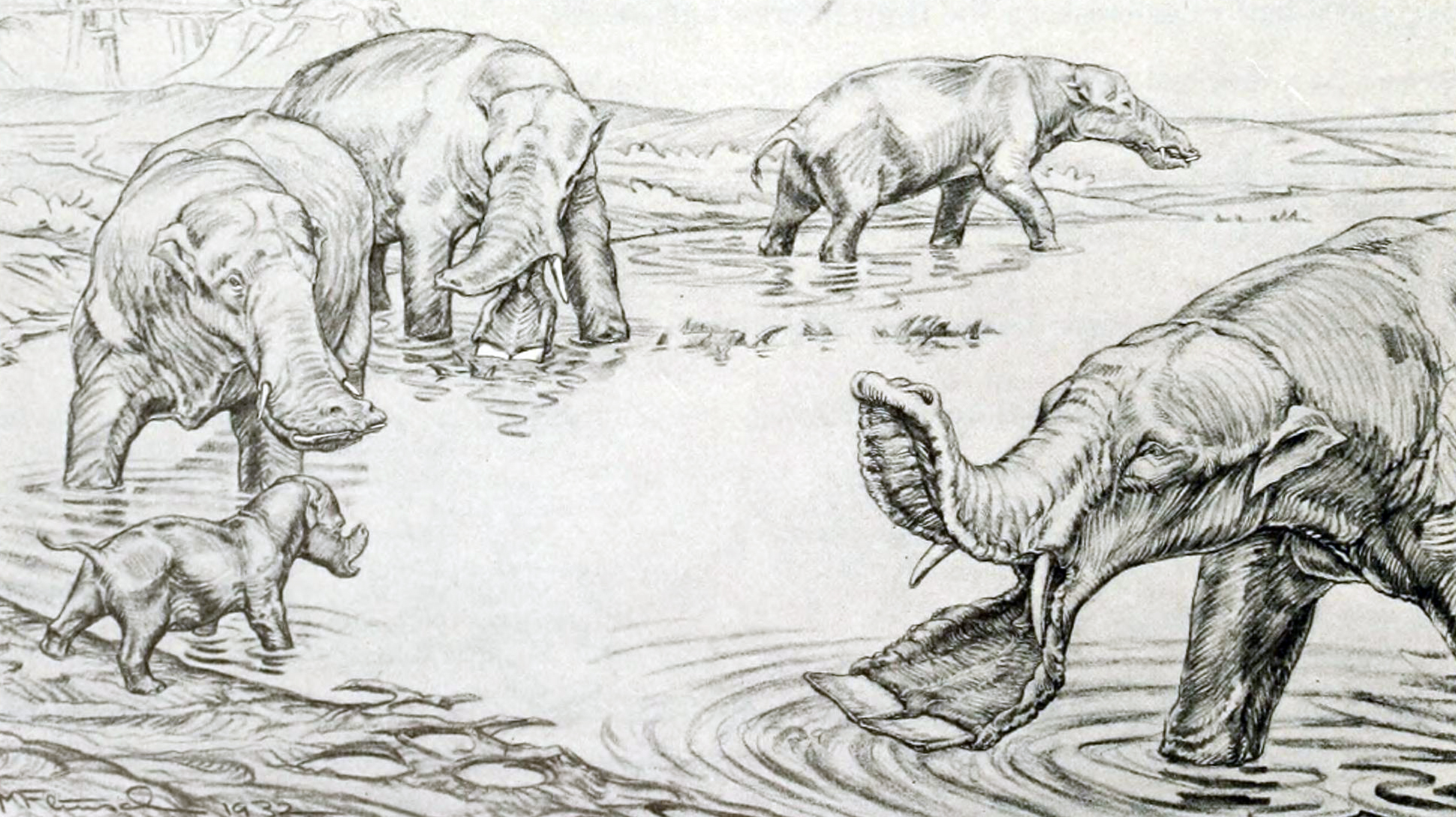
Elavult rajz a P. grangeriról

## Fordítás
- Ez a szócikk részben vagy egészben  a   Platybelodon című angol Wikipédia-szócikk ezen változatának fordításán alapul.  Az eredeti cikk szerkesztőit annak laptörténete sorolja fel. Ez a jelzés csupán a megfogalmazás eredetét és a szerzői jogokat jelzi, nem szolgál a cikkben szereplő információk forrásmegjelöléseként.
- Ez a szócikk részben vagy egészben  a   Platybelodon című francia Wikipédia-szócikk ezen változatának fordításán alapul.  Az eredeti cikk szerkesztőit annak laptörténete sorolja fel. Ez a jelzés csupán a megfogalmazás eredetét és a szerzői jogokat jelzi, nem szolgál a cikkben szereplő információk forrásmegjelöléseként.